# Savoca (bướm đêm)
Savoca  là một chi bướm đêm thuộc họ Noctuidae.

## Hình ảnh

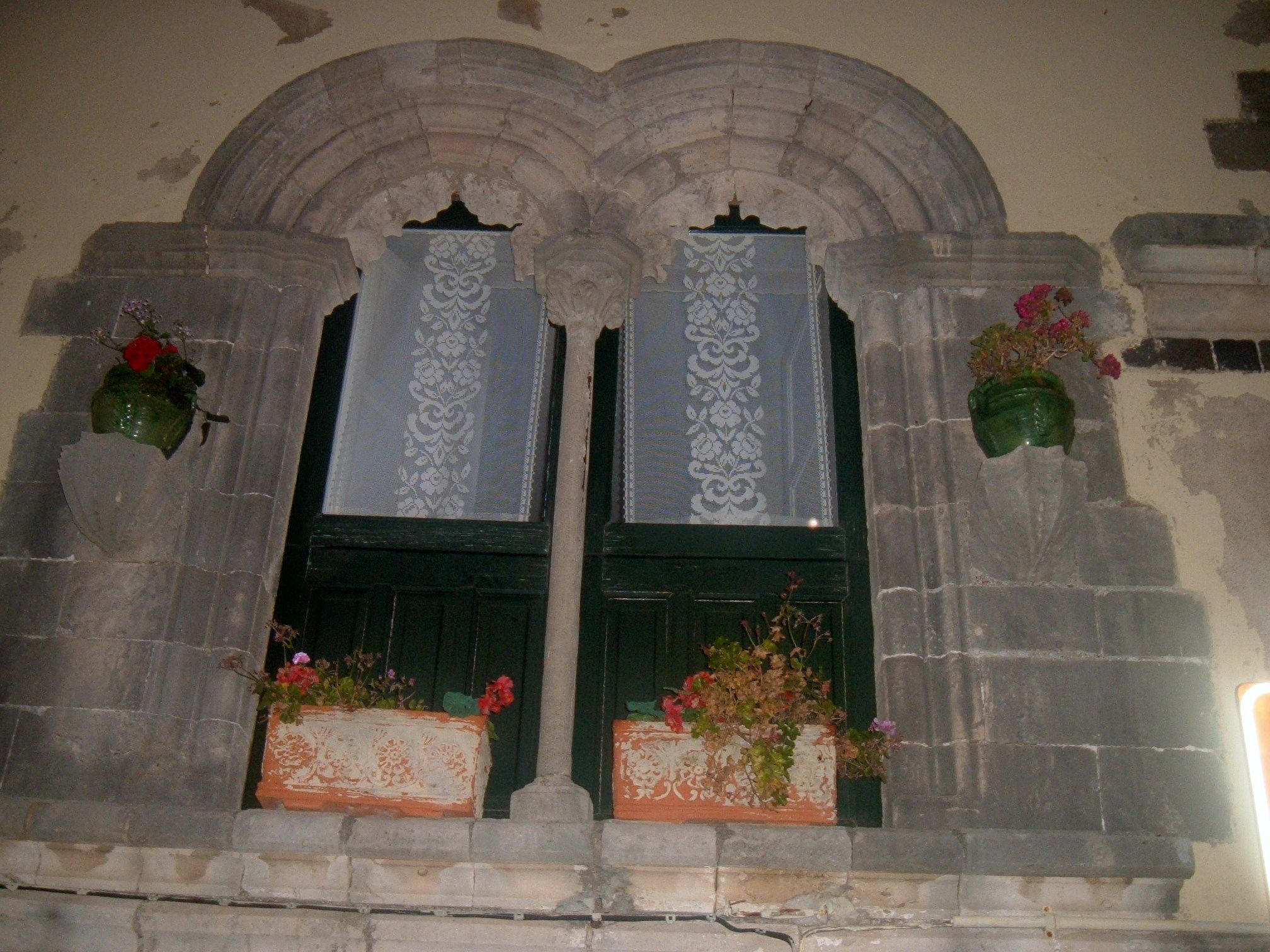
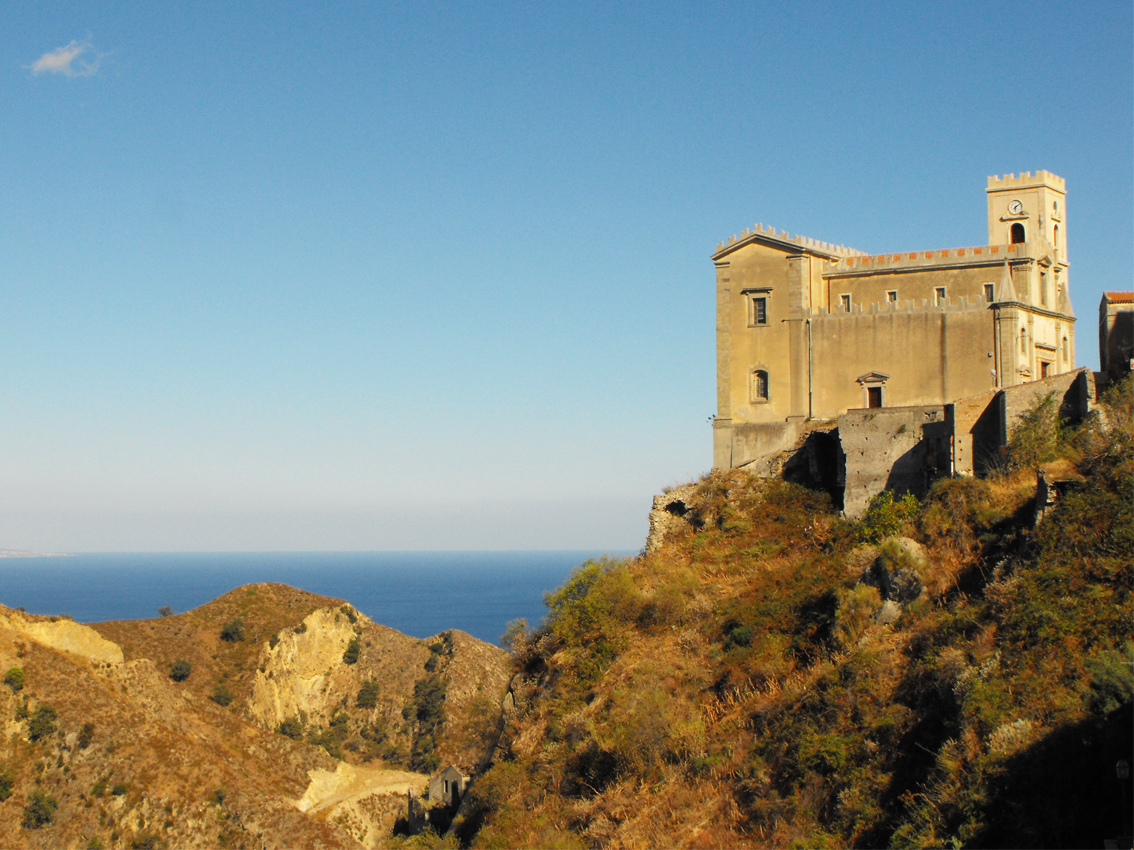
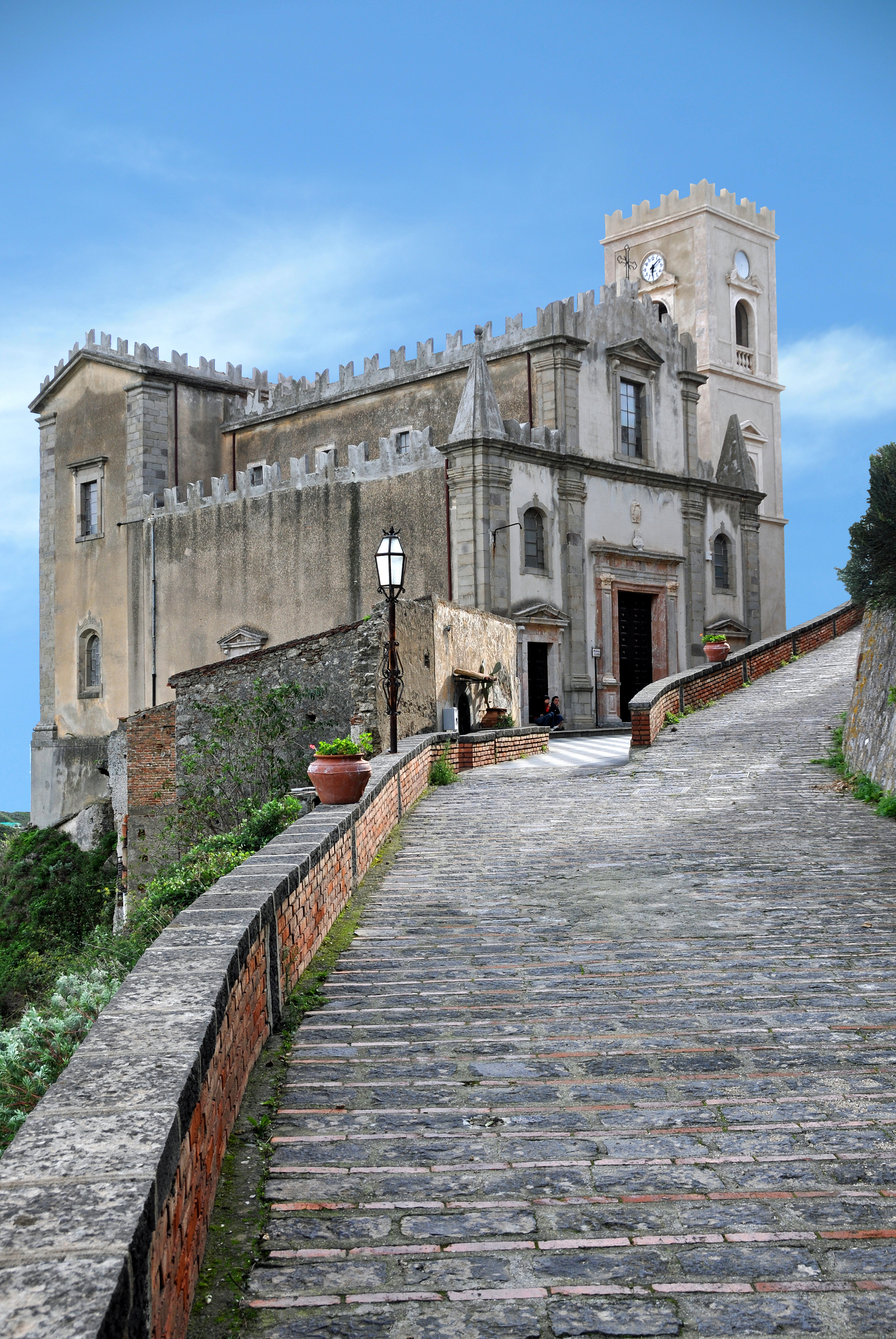

## Loài
- Savoca divitalis Walker, 1863
- Savoca lophota Turner, 1909
- Savoca xista Swinhoe, 1893